# Gönninger Bahn
| Kursbuchstrecke (DB): | 325e (1960) 307p (1946) 317p (1944) |                                         |                                         |
| Streckenlänge: | 16,5 km                             |                                         |                                         |
| Spurweite: | 1435 mm (Normalspur)                |                                         |                                         |
| Maximale Neigung: | 26 ‰                                |                                         |                                         |
| Minimaler Radius: | 180 m                               |                                         |                                         |
| |                                     |                                         |                                         |
| \| \| \| von Plochingen \| \| \| \| \| von Schelklingen \| \| \| \| 0,00 \| Reutlingen Hbf \| Reutlingen Hbf \| \| \| \| nach Eningen \| \| \| \| \| nach Immendingen \| \| \| \| 0,10 \| Straßenbahn Reutlingen (Linien 3 und 4) \| Straßenbahn Reutlingen (Linien 3 und 4) \| \| \| \| Echaz \| \| \| \| 0,30 \| Straßenbahn Reutlingen (Linie 1) \| Straßenbahn Reutlingen (Linie 1) \| \| \| \| Gutenbergstraße \| \| \| \| 0,50 \| Reutlingen Privatbahn \| Reutlingen Privatbahn \| \| \| 0,60 \| Reutlingen West \| Reutlingen West \| \| \| 1,40 \| Anschluss Firma Knapp \| Anschluss Firma Knapp \| \| \| \| Anschluss Stadtwerke Reutlingen \| \| \| \| 2,30 \| Bahnstrecke Plochingen–Immendingen \| Bahnstrecke Plochingen–Immendingen \| \| \| \| Reutlingen-Betzingen \| \| \| \| 2,79 \| Betzingen Haltepunkt \| 350 m \| \| \| 2,90 \| Breitenbach \| Breitenbach \| \| \| 3,39 \| Industriegebiet Betzingen \| Industriegebiet Betzingen \| \| \| 6,42 \| Ohmenhausen \| 418 m \| \| \| 8,11 \| Mähringen \| Mähringen \| \| \| 10,90 \| Gomaringen \| 430 m \| \| \| 12,30 \| Wiesaz \| Wiesaz \| \| \| 14,40 \| Bronnweiler \| 481 m \| \| \| 16,50 \| Gönningen \| 518 m \| \| \| \| \| \| \| Quellen: [1] \| \| \| \| |                                     |                                         |                                         |
| Strecke |                                     | von Plochingen                          | von Plochingen                          |
| Abzweig geradeaus und ehemals von links |                                     | von Schelklingen                        | von Schelklingen                        |
| Bahnhof | 0,00                                | Reutlingen Hbf                          | Reutlingen Hbf                          |
| Abzweig geradeaus und ehemals nach links |                                     | nach Eningen                            | nach Eningen                            |
| Abzweig geradeaus und nach links |                                     | nach Immendingen                        | nach Immendingen                        |
| Kreuzung mit U-Bahn geradeaus oben (Querstrecke außer Betrieb) | 0,10                                | Straßenbahn Reutlingen (Linien 3 und 4) | Straßenbahn Reutlingen (Linien 3 und 4) |
| Strecke unter Wasserlauf Anfang Hochstrecke |                                     | Echaz                                   | Echaz                                   |
| Kreuzung mit U-Bahn (Querstrecke außer Betrieb) | 0,30                                | Straßenbahn Reutlingen (Linie 1)        | Straßenbahn Reutlingen (Linie 1)        |
| Strecke |                                     | Gutenbergstraße                         | Gutenbergstraße                         |
| Betriebs-/Güterbahnhof Streckenanfang und quer · Abzweig geradeaus und nach rechts | 0,50                                | Reutlingen Privatbahn                   | Reutlingen Privatbahn                   |
| Haltepunkt / Haltestelle | 0,60                                | Reutlingen West                         | Reutlingen West                         |
| Abzweig geradeaus und ehemals nach rechts | 1,40                                | Anschluss Firma Knapp                   | Anschluss Firma Knapp                   |
| Abzweig von links und von rechts · Abzweig ehemals geradeaus und nach rechts |                                     | Anschluss Stadtwerke Reutlingen         | Anschluss Stadtwerke Reutlingen         |
| Strecke · Kreuzung geradeaus oben (Strecke geradeaus außer Betrieb) | 2,30                                | Bahnstrecke Plochingen–Immendingen      | Bahnstrecke Plochingen–Immendingen      |
| Betriebs-/Güterbahnhof Streckenende · Strecke (außer Betrieb) |                                     | Reutlingen-Betzingen                    | Reutlingen-Betzingen                    |
| Bahnhof (Strecke außer Betrieb) | 2,79                                | Betzingen Haltepunkt                    | 350 m                                   |
| Brücke über Wasserlauf (Strecke außer Betrieb) | 2,90                                | Breitenbach                             | Breitenbach                             |
| Abzweig geradeaus und nach links (Strecke außer Betrieb) | 3,39                                | Industriegebiet Betzingen               | Industriegebiet Betzingen               |
| Bahnhof (Strecke außer Betrieb) | 6,42                                | Ohmenhausen                             | 418 m                                   |
| Bahnhof (Strecke außer Betrieb) | 8,11                                | Mähringen                               | Mähringen                               |
| Spitzkehrbahnhof rechts | 10,90                               | Gomaringen                              | 430 m                                   |
| Brücke über Wasserlauf (Strecke außer Betrieb) | 12,30                               | Wiesaz                                  | Wiesaz                                  |
| Bahnhof (Strecke außer Betrieb) | 14,40                               | Bronnweiler                             | 481 m                                   |
| Kopfbahnhof Streckenende (Strecke außer Betrieb) | 16,50                               | Gönningen                               | 518 m                                   |
| |                                     |                                         |                                         |
| Quellen: |                                     |                                         |                                         |

Die Gönninger Bahn war eine eingleisige private Nebenbahn, die in Reutlingen an die Bahnstrecke Plochingen–Immendingen anschloss und nach Gönningen führte. Im Volksmund wurde sie auch „Somaschell“ genannt.

## Geschichte
Die Badischen Lokal-Eisenbahnen (BLEAG) erbauten die Privatbahn auf Grundlage einer württembergischen Konzession vom 16. Juli 1900 und eröffneten sie am 20. April 1902. Ab 1910 wurde die Strecke von den Württembergischen Nebenbahnen (WN) betrieben, die 1984 zur Württembergischen Eisenbahn-Gesellschaft (WEG) fusionierten.
Der Personenverkehr auf der Gönninger Bahn wurde mit Wirkung zum 29. Mai 1976 eingestellt. Der Güterverkehr zwischen Ohmenhausen und Gönningen endete formal zum 30. Juni 1982, wenn auch der Bahnhof Gomaringen noch bis zum 31. Juli 1982 angefahren wurde. Die Stilllegung zwischen Reutlingen und Ohmenhausen folgte drei Jahre später, zum 30. Juni 1985. Die Stadt Reutlingen übernahm die Anlagen bis zum Industriegebiet Betzingen und führte den Betrieb darauf als Anschlussbahn weiter. Seit 1997 ist auch der Abschnitt ab dem Anschluss der Stadtwerke Reutlingen nicht mehr befahrbar.
Der Streckenabschnitt Reutlingen Hauptbahnhof–Gomaringen soll als Teil der Regional-Stadtbahn Neckar-Alb – teilweise auf anderer Trasse – wieder aufgebaut werden. Über eine Neubaustrecke soll die Strecke nach Nehren zur Bahnstrecke Tübingen–Sigmaringen weitergeführt werden.
Entsprechende Untersuchungen und Fahrzeugkonzepte liegen vor.

## Verkehr
Der Personenverkehr entwickelte sich anfangs gut. Im ersten Betriebsjahr wurden 220.000 Personen befördert. 1938 verkehrten werktags sechs Personenzugpaare, sonntags fünf. 435.000 Fahrgäste wurden mit ihnen befördert. Nach dem Zweiten Weltkrieg gingen nach den ersten Spitzen (1947: 620.000 Fahrgäste) die Leistungen erheblich zurück. 1949 wurde eine parallele Buslinie eingerichtet. 1950 verkehrten noch drei Zugpaare werktags, ein Zugpaar sonntags. 1951 waren es noch 100.000 Fahrgäste. Ab 1955 war nur noch ein Zugpaar ausgewiesen, es war die Überführungsfahrt des Triebwagens vom Lokschuppen in Gönningen nach Reutlingen, um da die Güterwagen übernehmen zu können, und abends dann wieder zurück.
Der Güterverkehr ließ sich nicht so positiv an. Es wurden hauptsächlich landwirtschaftliche Erzeugnisse transportiert, bis 1914 stieg er auf 35.000 Tonnen jährlich an. Zwischen 1919 und 1940 lagen die Transportleistungen zwischen 8000 und 10.000 Tonnen. Durch neue Gleisanschlüsse im Bereich Reutlingen und Betzingen nahm der Güterverkehr erheblich zu, zwischen 30.000 und 40.000 Tonnen wurden jährlich befördert. Ab Ende der 1960er Jahre nahm der Güterverkehr kontinuierlich ab und bewegte sich in den 1970er und 1980er Jahren um 10.000 Tonnen im Jahr. Hauptsächlich wurden die Gleisanschlüsse im Raum Reutlingen bedient, an der Strecke fielen nur noch geringe Frachten an. Größter Kunde war die Firma Bosch, die einen Gleisanschluss mit eigener Lokomotive hatte. Deren Aufgabe des Gleisanschlusses 1984 besiegelte denn auch das Ende der Bahn 1985.

## Fahrzeuge
Am Anfang wurde die Bahn mit zwei oder drei dreiachsigen Nassdampf-Lokomotiven und elf Personenwagen betrieben. Später wurden auch noch andere Dampflokomotiven eingesetzt. Als erster Dieseltriebwagen wurde 1954 der VT 70 900 (ex DR 801) von der Deutschen Bundesbahn gebraucht gekauft und als T 03 auf der Strecke eingesetzt. Als 1957 der T 03 zum zweimotorigen Schlepptriebwagen umgebaut werden sollte, wurde er vom modernisierten T 02 abgelöst. Von 1979 bis zur Betriebseinstellung wurde der T 07 eingesetzt.

## Relikte
Der Betriebsbahnhof Reutlingen Privatbahn, etwa 400 Meter südwestlich des Reutlinger Hauptbahnhofes am Haltepunkt Reutlingen West, ist noch erhalten und ist heute Werkstatt der Freunde der Zahnradbahn Honau – Lichtenstein e. V.